# Antonio Ortiz Mena
Antonio Ortiz Mena (Parral, 16 april 1907 - Mexico-Stad, 12 maart 2007) was een Mexicaans politicus en econoom.
Ortiz Mena studeerde economie aan de Nationale Autonome Universiteit van Mexico (UNAM). Hij was gedurende twaalf jaar, tijdens de termijnen van presidenten Adolfo López Mateos (1958-1964) en Gustavo Díaz Ordaz (1964-1970) minister van haciënda (financiën). Hij was een van de architecten van het beleid van desarollo estabilizador ('stabiliserende ontwikkeling'). Gedurende Ortiz Mena's termijnen maakte Mexico een van haar voorspoedigste perioden mee. Desalniettemin mislukten verschillende pogingen tot belastinghervorming door tegenwerking van het Congres van de Unie en van de private sector. Hij werd zowel in 1963 als in 1969 getipt als mogelijke presidentskandidaat voor de regerende Institutioneel Revolutionaire Partij (PRI), maar beide keren werd een ander de uiteindelijke kandidaat.
Na zijn tweede termijn als minister werd Ortiz Mena in 1971 tot president van de Inter-Amerikaanse Ontwikkelingsbank gekozen, een functie die hij tot 1988 bekleedde. Van 1988 tot 1990 was hij directeur van Banamex. Als oom van president Carlos Salinas (1988-1994) wist hij tot op hoge leeftijd invloed te behouden in de Mexicaanse politiek.
Antionio Ortiz Mena overleed op 99-jarige leeftijd na een val in zijn huis. Hij ontving in 2009 postuum de Eremedaille Belisario Domínguez.
- Biblioteca Nacional de España: XX1387268
- Bibliothèque nationale de France: cb12906025s (data)
- Gemeinsame Normdatei: 1056611367
- International Standard Name Identifier: 0000 0000 8143 5575
- Library of Congress Control Number: n83190461
- Nationale Bibliotheek van Tsjechië: mzk20211097870
- Nationale Bibliotheek van Israël: 987007275602405171
- Nederlandse Thesaurus van Auteursnamen: 068947992
- Système universitaire de documentation: 076931994
- Virtual International Authority File: 64134397
- WorldCat: E39PBJk4BmxW9FqX8hD3HPTyh3